# Чёрное облако (роман)
«Чёрное облако» (англ. The Black Cloud, 1957) — научно-фантастический роман известного английского астрофизика и писателя Фреда Хойла (1915—2001).

## Особенности романа
В романе достаточно детально разбираются некоторые вопросы, связанные с исследованиями. Это связано с тем, что Хойл описывал знакомую ему среду. В частности, даже приводится использующий дифференциальное исчисление расчёт Вейхарта о времени приближения Облака. Идеи этого расчёта позже послужили основой для некоторых олимпиадных задач (например, для выездных олимпиад МФТИ). Кроме этого, в романе нелестно нарисованы все без исключения профессиональные политики.
Переведена на русский язык Д. А. Франк-Каменецким, под редакцией Н. Явно. В советском издании романа специально уточнялось, что написан роман до пуска первого спутника, поскольку на момент перевода в конце 60-х годов ряд деталей, касающихся ракетной техники, выглядел как анахронизм.

## Сюжет
В центре повествования романа лежит история учёных, обнаруживших, исследовавших и проникших в понимание природы облака непроницаемого газа, нанёсшего визит к Солнцу в 1965—1966 гг (что было будущим во время написания книги).
В январе 1964 г. в Пасаденской обсерватории (США) молодой норвежский астроном-стажёр Кнут Йенсен обнаруживает, что на сделанных им снимках на горе Паломар, разделённых всего месяцем, вокруг одного из облаков все звёзды погасли. После его обращения к одному из авторитетнейших сотрудников Джеффу Марлоу тот выполняет проверку на большом телескопе на Маунт Уилсон, после чего директор обсерватории, обнаружив маленькое облачко в снимках 20-летней давности, созывает экстренное совещание. На совещании после ряда обычных для астрономов уточнений, не было ли на фотоснимках дефектов, все признают, что это означает движение Облака по направлению к Солнцу. Один из присутствовавших на совещании учёных из Калифорнийского Технологического института (Вейхарт) по данным измерений выполняет оценку времени, и оказывается, что до Солнца Облаку осталось менее полутора лет пути. По окончании совещания директор предупреждает всех о секретности. Для оценки реальных характеристик Облака было решено обратиться к британской Королевской обсерватории, чтобы вычислить их по возмущениям планет.
В то же время Королевская обсерватория и ряд астрономов-любителей в Англии обнаруживает возмущения в движении планет. На срочном заседании в Лондоне эти результаты сообщает Королевский астроном. Присутствующий на заседании теоретик Кингсли по данным Королевского астронома выполняет расчет (по образцу Леверье) и вычисляет массу, положение и направление движения объекта, вторгшегося в Солнечную систему. Проверить выводы из-за плохой погоды англичанам не удаётся, и они посылают телеграмму в Пасадену с просьбой о проверке.
После этого их двоих (Кингсли и Королевского астронома) срочно вызывают в США, после чего в обсерватории группа учёных готовит совместный доклад для двух правительств о том, что предстоит пережить Земле. Англичанам удаётся покинуть США до того, как правительство осознаёт взрывоопасность секретных сведений о положении Облака. В Англии же Кингсли удаётся предпринять до возникновения интереса у правительства ряд мер, с помощью которых ему удаётся выторговать за секретность работ полное руководство ими. В Нортонстоу строится специальный центр с убежищем, завозится оборудование. Кингсли становится руководителем центра, а секретные службы Англии собирают к нему почти всех, с кем он состоял в переписке.
Между тем, в процессе исследований учёные обнаруживают, что Облако вместо ускорения замедляется по мере приближения к Солнцу. Оказывается, что оно отдаёт свой импульс, выбрасывая сгустки газа. Один из них попадает в Луну. На Земле сначала становится жарко, а после того, как Облако достигает Солнца, начинает падать температура. Из-за того, что Облако останавливается у Солнца, предсказания о месяце кризиса не сбывается, и положение становится критическим.
Однако Облако перераспределяет свою основную массу как диск с наклоном к эклиптике, и солнечный свет начинает проходить к Земле. После этого температура атмосферы приходит в рамки, пригодные для жизни. Однако из-за продолжения влияния Облака на земную ионосферу возникают проблемы с радиосвязью. После исследований учёные Нортонстоу приходят к выводу о влиянии радиопередач на уровень ионизации в атмосфере, а значит — о существовании механизма обратной связи.
Кингсли после этого делает вывод о существовании в Облаке высокоорганизованной жизни. После некоторых попыток с Облаком удаётся установить радиосвязь и начинается обмен информацией.
Это происходит на фоне ухудшения отношений Кингсли с политиками стран мира, особенно США. После попыток запугать его Кингсли в ответ угрожает министру обороны США, что в его силах стереть с лица Земли весь Американский материк. Тот воспринимает эту угрозу всерьёз, после чего правительство США запускает в Облако более сотни ракет с водородными боеголовками. После предупреждения от правительства Англии Кингсли передаёт эту информацию Облаку. Оно просто возвращает ракеты в окрестности точек запуска, и США получают свои ракеты обратно, при этом под удары попадают Чикаго и Эль Пасо.
После этого инцидента Облако объявляет о своём скором отлёте и о принятых им мерах безопасности для Земли. Перед отлётом оно даёт возможность желающим получить массу знаний с помощью специального телегипносеанса. При этом от переизбытка знаний с признаками воспаления мозга гибнут двое добровольцев — Вейхарт и сам Кингсли. После этого Облако улетает, и вся погода на Земле стабилизируется.

## Интересные фразы из книги (перевода)
- «Почему на свете столько дураков? — Отлично, наконец-то у Вас появились проблески сознания»
- «Полная и окончательная потеря власти — самая ужасная перспектива, которую политики могут вообразить. Все другое перед этим меркнет»
- «Это дерзкий ответ демократии на угрозу потенциального тирана»
- «Это звучит очень лихо: „Я могу стереть с лица земли Американский континент“, но ведь вы прекрасно знаете, что никогда мы на такое не пойдем»
- «Уж если нас все равно ждет наказание, то можно пойти и на преступление»
- «Я понимаю, что вообще-то это жульничество, но мне казалось, иногда у этих телепатов получается здорово»
- «Ну, если бы жучок сказал тебе: „Пожалуйста, мисс Холси, постарайтесь не ступать сюда, а то Вы меня раздавите“, — неужели бы ты его раздавила?»